# Langspil

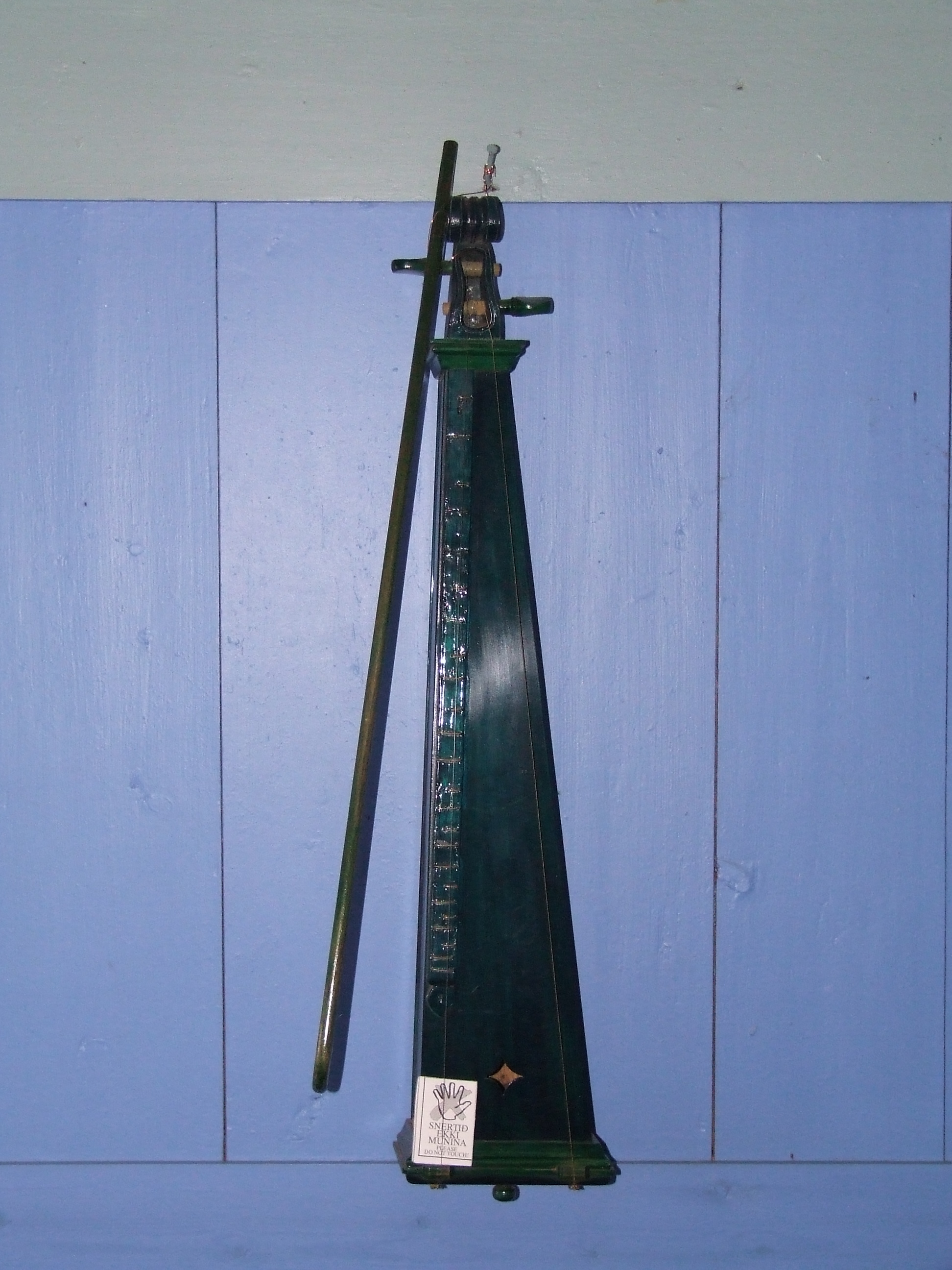
Rak tvåsträngad langspil med stråke.

Langspil är ett ålderdomligt isländskt strängintrument av typen cittra, som är besläktat med den norska langeleiken men spelas med stråke.
Eftersom gammal folkmusik åter har blivit allt mer populärt de senaste åren, har fler och fler människor börjat att spela detta instrument, och eftersom den bara har en melodisträng med 1-5 ackompanjemangsträngar (vanligtvis 2) är det lätt att lära sig hantera, jämfört med mer komplicerade instrument.
Langspil kan spelas genom att knäppa på strängarna för hand, med en stråke eller genom att hamra på strängarna. Langspilen finns i två grundversioner, raka eller böjda och är i allmänhet ca 80 cm lång, men kan vara så lång som 104 cm eller så kort som 73 cm. Många olika typer av trä som har traditionellt använts, såsom tall, gran, bokträ, björk, ek, valnöt, eftersom de i allmänhet konstruerades av drivved.

## Historia
De äldsta skriftliga källorna som beskriver langspil är från 1700-talet. I dessa beskrivs langspilen som en lång tunn låda, bredare vid bottenänden och med 1-6 strängar. I början av 1800-talet kom det fram en version med en böjd klanglåda som hade förbättrad ljudkvalitet. I mitten av 1900-talet började instrumentet att bli sällsynt och få spelas det längre.
På 1960-talet insåg sångerskan, Anna Þórhallsdóttir, att langspil långsamt höll på att försvinna från isländska musiktraditioner varför hon gick i spetsen för en återuppväckelse, som fortfarande pågår. Idag inkluderar ett antal band och artister langspil i sin repertoar, såsom Spilmenn ríkinís, Sigurður Rúnar Jónsson aka Diddi fiðla, Bára Grímsdóttir, Chris Foster och Thordur Tómasson à Skogum. Langspilen har också en viktig plats på den årliga folkvisfestival på Siglufjörður.